# Гхакараву

Гхакараву

Гхакараву (ಘಕಾರವು) — гха, 17-я буква алфавита каннада, обозначает придыхательный звонкий велярный взрывной согласный. Акшара-санкхья — 4 (четыре). Для алфавита каннада, та же как и для телугу, характерна графическая близость по написанию между буквами «Гха» и «Пха» ( ಘ - ಫ ), гхакараву является усложнением буквы пхакараву.
Кагунита: Гха — ಘ , ಘಾ . Гхи — ಘಿ , ಘೀ . Гху — ಘು , ಘೂ . Гхе — ಘೆ , ಘೇ . Гхай — ಘೈ. Гхо — ಘೊ , ಘೋ . Гхау — ಘೌ.